# Yixing (socken i Kina, Sichuan, lat 31,89, long 106,49)
Yixing (kinesiska: 义兴乡, 义兴) är en socken i Kina. Den ligger i provinsen Sichuan, i den sydvästra delen av landet, omkring 270 kilometer nordost om provinshuvudstaden Chengdu.
Genomsnittlig årsnederbörd är 1 503 millimeter. Den regnigaste månaden är juli, med i genomsnitt 297 mm nederbörd, och den torraste är december, med 7 mm nederbörd.